# Kurapaty
Kurapaty (bjel. Курапаты) je pošumljena oblast u Bjelorusiji nedaleko Minska,  u kojoj je ubijen veliki broj ljudi od strane sovjetske tajne policije NKVDa, između 1937. i 1941. godine.
Točan broj žrtava nije poznat, pošto su NKVD arhivi bili dio vojne tajne u Bjelorusiji. Prema različitim izvorima broj osoba koje su nestale u Kurapatyju se procjenjuje do 7 000 (prema bjeloruskom državnom tužitelj Bozeljku), najmanje 30 000 osoba (prema bjeloruskom državnom tužitelju Tarnaŭskom), sve do 100 000 (prema izvorima iz knjige  “Belarus”), od 102 000 do 250 000 osoba (prema članku Zianona Pazniaka u novinama “Litaratura i mastactva”), 250 000 osoba (prema poljskom povjesničaru i profesoru na sveučilištu u Wrocławu Zdzisławu Julianu Winnickom), i više (prema britanskom povjesničaru Normanu Daviesu).

## Otkriće i sjećanja
Grobove je otkrio povjesničar Zianon Praznak a ekshumacija ostataka 1988. je dala dodatni zamah pro-demokracijskim i pro-neovisnim pokretima u Bjelorusiji zadnjih godina Sovjetskog Saveza prije njegovog raspada.
Istrage su proveli i sovjetska i bjeloruska vlada, no bile su neuvjerljive o tome je li zločine počinio NKVD-e ili njemački okupatori.
U knjizi 'Kurapaty Put u smrt' tvrdi se poslije obilnih istraživanja da njemačka vojska nije nikad ušla u mjesto tako da nije mogla počiniti zločin.
Ove izjave su zasnovane na svjedočanstvima bivših članova NKVD-a i svjedočenjima 55 očevidaca mještana iz lokalnih sela, koji su tvrdili da je NKVD dovozio ljude kamionima i pogubljavao ih između 1937. i 1941. godine.
Predsjednik SAD-a Bill Clinton posjetio je Kurpatysku šumu 1994., došavši u Bjelorusiju zahvaliti se bjeloruskoj vladi zato što je pristala premjestiti nuklearno oružje u Rusiju.